# Kevin Van Impe
Kevin Van Impe (Alost, Bélgica, 19 de abril de 1981) es un ciclista belga.
Era especialista en carreras de pavés, por lo que participó en las principales carreras de esta modalidad ayudando a su líder Tom Boonen. 
Es el hijo del exciclista Frank Van Impe, y el sobrino del vencedor del Tour de Francia, Lucien Van Impe.

## Biografía
Pasó a profesional en 2002 en el equipo Lotto. Van Impe logró su primera victoria en 2003 en el Tour de Rhénanie-Palatinat. A pesar de un segundo lugar en el Gran Premio de la Ciudad de Zottegem en 2004, Van Impe debe unirse al equipo Team Chocolade Jacques en 2005. 
Ese año, logró su mejor actuación. Terminó segundo en la Kuurne-Bruselas-Kuurne y segundo también en el Campeonato de Bélgica de Ciclismo en Ruta, así como el Circuito Houtland. Es entonces descubierto por el equipo Quick Step, equipo el cual hace a Van Impe un miembro de la guardia personal de Tom Boonen para las clásicas de Flandes. 
No contento de participar activamente en las victorias de Boonen en estas clásicas, acaba en buenas posiciones en la París-Roubaix en 2007. El 28 de septiembre de 2006, ganó la primera etapa del Circuito Franco-Belga y el portó el maillot de líder de principio a fin, ganando la clasificación general. 
En marzo de 2008, se sometió a un control de dopaje, mientras estaba en un crematorio para hacer frente a los trámites tras la muerte de su hijo. Este evento hace que las reacciones en el pelotón, en señal de protesta, el retraso de unos minutos el inicio de la séptima etapa de la París-Niza. 
El 25 de marzo de 2009 ganó A través de Flandes, al esprint por delante de su compañero de escapada Nico Eeckhout.

## Palmarés
2001
- OZ Wielerweekend

2003
- 1 etapa de la Vuelta a Renania-Palatinado

2005
- Circuito de Houtland
- 2.º en el Campeonato de Bélgica en Ruta

2006
- Circuito Franco-Belga, más 1 etapa

2007
- 1 etapa del Tour de Catar

2009
- A través de Flandes

## Resultados en Grandes Vueltas
| Carrera | Carrera         | 2002 | 2003 | 2004 | 2005 | 2006  | 2007 | 2008  | 2009 | 2010 | 2011 | 2012 |
| ------- | --------------- | ---- | ---- | ---- | ---- | ----- | ---- | ----- | ---- | ---- | ---- | ---- |
|         | Giro de Italia  | —    | Ab.  | —    | —    | —     | —    | —     | —    | —    | —    | —    |
|         | Tour de Francia | —    | —    | —    | —    | —     | —    | —     | —    | —    | —    | —    |
|         | Vuelta a España | —    | —    | —    | —    | 129.º | —    | 126.º | —    | —    | —    | —    |

—: no participa
Ab.: abandono